# Вилева
Вилева (пол. Wylewa) — село в Польщі, у гміні Сенява Переворського повіту Підкарпатського воєводства.
Населення — 699 осіб (2011).

## Розташування
Знаходиться на відстані 3 км на північний-схід від Сіняви, у північному Надсянні.

## Історія
У 1831 р. Вилева належала до парафії Сінява Ярославського деканату Перемишльської єпархії, причому в Дібкові з Вилевою було 785 парафіян.
У 1938 р. в селі було 678 римо-католиків і 490 греко-католиків.
На 01.01.1939 в селі проживало 1110 мешканців, з них 410 українців, 670 поляків, 30 євреїв. Село належало до ґміни Сенява Ярославського повіту Львівського воєводства. Греко-католики належали до парафії Сінява Сінявського деканату Перемишльської єпархії.
У середині вересня 1939 року німці окупували село, однак вже 28 вересня 1939 року мусіли відступити, оскільки за пактом Ріббентропа-Молотова правобережжя Сяну належало до радянської зони впливу. 27.11.1939 постановою Верховної Ради УРСР село у складі правобережної частини Ярославського повіту в ході утворення Львівської області включене до Любачівського повіту, а 17 січня 1940 року включене до Синявського району. 3 квітня 1940 р. РНК України своєю ухвалою постановила виселити село і мешканців переселили в Ізмаїльську область. У червні 1941, з початком Радянсько-німецької війни, Вилева знову була окупована німцями і мешканці отримали можливість повернутися в село. В липні 1944 року радянські війська оволоділи селом, а в жовтні 1944 року правобережжя Сяну зі складу Львівської області передано Польщі.
У 1945-46 роках з села було переселено 32 українські сім'ї (130 осіб). Переселенці опинилися в селах Станіславської, Львівської та Тернопільської областей. Решту українців у 1947 р. депортовано на понімецькі землі.
У 1975-1998 роках село належало до Перемишльського воєводства.

## Демографія
Демографічна структура станом на 31 березня 2011 року:
|          | Загалом | Допрацездатний вік | Працездатний вік | Постпрацездатний вік |
| -------- | ------- | ------------------ | ---------------- | -------------------- |
| Чоловіки | 354     | 99                 | 220              | 35                   |
| Жінки    | 345     | 79                 | 198              | 68                   |
| Разом    | 699     | 178                | 418              | 103                  |